# Stop When The Red Lights Flash
«Stop When The Red Lights Flash» ―en español: «Detente cuando las luces rojas se enciendan»― es una canción interpretada por la banda estadounidense de punk rock Green Day, incluida en su décimo álbum de estudio, ¡Dos!, de 2012. No se lanzó como sencillo, sin embargo, formó parte importante del 99 Revolutions World Tour.
Fue escrita por el vocalista y guitarrista principal de la banda, Billie Joe Armstrong y producida Rob Cavallo.

## Antecedentes
El 15 de octubre se publicó un segundo avance del álbum, en el cual se muestra los avances de Stop When The Red Lights Flash, Fuck Time, Stray Heart, y además imágenes de la banda en concierto.
La canción fue tocada por primera vez en Nueva York el día 27 de octubre de 2011, el mismo día que se tocarían por primera vez canciones como Fell for You, Dirty Rotten Bastards y Makeout Party.
Ese mismo día se publicó el soundtrack del videojuego Need for Speed: Most Wanted.

## Presentaciones en vivo
La canción solo se ha tocado durante la gira 99 Revolutions World Tour y en los shows promocionales previo a esta. Durante la gira aparecía en casi todos los conciertos como una de las primeras canciones del set y destacan las versiones tocadas durante el Reading Festival y en el Emirates Stadium.

## Créditos
| Green Day - Billie Joe Armstrong: voz principal, guitarra - Mike Dirnt: bajo, coros - Tré Cool: batería, percusión - Jason White: guitarra eléctrica | Producción - Chris Bilheimer: arte y diseño - Rob Cavallo: productor discográfico - Green Day: productor - Chris Dugan: ingeniero de sonido - Ted Jensen: masterización - Chris Lord-Alge: mezcla - Pat Magnarella: administración - Roboshobo: dirección artística |